# Kabinet-Hodge
Het Kabinet-Hodge is een kabinet onder leiding van premier Daniel Hodge dat op 31 december 2012 werd geïnstalleerd in het land Curaçao. Het volgde het Kabinet-Betrian op.
De installatie van het Kabinet-Betrian volgde op een periode van politieke onrust in Curaçao rond de val van het Kabinet-Schotte en de parlementsverkiezingen van 19 oktober 2012. In plaats van een coalitie werd er een zakenkabinet gevormd dat, mede onder druk van Nederland, snel bezuinigingen moest doorvoeren om de financiële situatie van Curaçao te verbeteren. Na zes maanden moest het opgevolgd worden door een regulier kabinet. Waarnemend Gouverneur Adèle van der Pluijm-Vrede installeerde het kabinet onder leiding van Daniel Hodge op 31 december. Op 27 maart 2013 diende Hodge het ontslag van zijn kabinet in en op 7 juni werd het kabinet opgevolgd door het Kabinet-Asjes.

## Bewindslieden
| Ministerie                                                                        | Minister              | Partij         |
| --------------------------------------------------------------------------------- | --------------------- | -------------- |
| Minister-President en tevens Minister van Algemene Zaken en Minister van Justitie | Daniel Hodge          | PAR            |
| Minister van Economische Ontwikkeling, tevens vice-premier                        | Steven Martina        | MAN            |
| Minister van Gezondheid, Milieu en Natuur                                         | Ben Whiteman          | PS             |
| Minister van Onderwijs, Wetenschap, Cultuur en Sport                              | Rubia Bitorina        |                |
| Minister van Verkeer, Vervoer en Ruimtelijke Ontwikkeling                         | Earl Balborda         |                |
| Minister van Sociale Ontwikkeling en Welzijn                                      | Sherwin Josepha       | PS             |
| Minister van Financiën                                                            | José Jardim           | Groep-Sulvaran |
| Minister van Justitie                                                             | Nelson Navarro        | PAIS           |
| Minister van Bestuur, Planning en Dienstverlening                                 | Etienne van der Horst | PAIS           |
| Gevolmachtigd minister van Curaçao                                                | Roy Pieters           | PS             |